# Виселок (Кам'янець-Подільський район)
Ви́селок — село в Україні, у Новоушицькій селищній територіальній громаді Кам'янець-Подільського району Хмельницької області. До адміністративної реформи 19 липня 2020 року село належало до Новоушицького району. Населення становить 76 осіб.

## Населення

### Мова
Розподіл населення за рідною мовою за даними перепису 2001 року:
| Мова       | Відсоток |
| ---------- | -------- |
| українська | 100%     |

## Символіка

### Герб
Щит умовно поділений на дві частини, що розділений жовтим та зеленим пунктиром, який символізує межу між двома областями, адже село розташоване на краю Хмельницької області та межує з Вінницькою. Поверх всього зображене сонце жовтого кольору із людським обличчям, що символізує Поділля.

### Прапор
Прямокутне полотнище умовно поділено на дві частини синього та червоного кольору, що розділено жовтим та зеленим пунктиром, який символізує межу між двома областями, адже село розташоване на краю Хмельницької області та межує з Вінницькою.